# Asproinocybe russuloides
Asproinocybe russuloides är en svampart som beskrevs av Heinem. 1977. Asproinocybe russuloides ingår i släktet Asproinocybe och familjen Tricholomataceae.   Inga underarter finns listade i Catalogue of Life.